# Shijing, Fujian
Shijing (kinesiska: 石井) är en köping i sydöstra Kina. Den ligger i Nan'an i staden Quanzhou i provinsen Fujian, omkring 180 kilometer sydväst om provinshuvudstaden Fuzhou.